# Gouvernement de l'oblast de Kaliningrad
Sous la fédération de Russie, au sein de l'oblast de Kaliningrad, le Gouvernement de l'oblast de Kaliningrad (en russe : Правительство Калининградской области, Pravitelstvo Kaliningradskoï oblasti) constitue la seconde tête d'un pouvoir exécutif bicéphale, la première tête étant le gouverneur de l'oblast de Kaliningrad. Organe collégial hiérarchisé, il détermine et conduit la politique au sein de cet oblast russe.
Le président du gouvernement est nommé par le gouverneur de l'oblast de Kaliningrad, et approuvé par l'Assemblée législative de l'oblast de Kaliningrad. Ce dernier nomme l'ensemble des membres du gouvernement, avec les vice-présidents du gouvernement ; les ministres ; le chef de bureau ; et le chef des agences régionales. Le gouvernement dispose d'un membre envoyé au Conseil de la fédération qu'il nomme pour le représenter à sa guise.

## Pouvoirs
Selon l'article 38 de la charte de l'oblast de Kaliningrad, le gouvernement :
- développe et met en œuvre des mesures pour assurer le développement socio-économique intégré de l'oblast de Kaliningrad, participe à la mise en œuvre d'une politique d'État unifiée dans le domaine des finances, de la science, de l'éducation, de la santé, de la culture, de la culture physique et des sports, de la sécurité sociale et de l'écologie ;
- met en œuvre, dans la limite de ses attributions, les mesures de mise en œuvre, de garantie et de protection des droits et libertés de l'homme et du citoyen, de protection des biens et de l'ordre public, de lutte contre le terrorisme et l'extrémisme, et de lutte contre la criminalité ;
- élabore un projet de budget régional à soumettre par le gouverneur de l'oblast de Kaliningrad à l'Assemblée législative de l'oblast de Kaliningrad ;
- veille à l'exécution du budget régional et prépare un rapport sur l'exécution dudit budget à soumettre par le gouverneur de l'oblast de Kaliningrad à la Douma régionale de Kaliningrad ;
- forme d'autres autorités exécutives de la région de Kaliningrad[a] ;
- gère et dispose des biens de l'oblast de Kaliningrad conformément aux lois de l'oblast de Kaliningrad, ainsi que gère les biens fédéraux transférés à la direction de l'oblast de Kaliningrad conformément aux lois fédérales et autres actes juridiques réglementaires de la fédération de Russie ;
- a le droit de proposer à un organe gouvernemental local, à un élu ou à un autre fonctionnaire d'un gouvernement local de mettre les actes juridiques qu'il promulgue en conformité avec la législation fédérale et (ou) la législation de l'oblast de Kaliningrad si ces actes contredisent la constitution de la fédération de Russie, les lois fédérales et autres actes juridiques réglementaires de la fédération de Russie, la Charte (loi fondamentale) de l'oblast de Kaliningrad, les lois statutaires de l'oblast de Kaliningrad, les lois et autres actes juridiques réglementaires de l'oblast de Kaliningrad, et ont également le droit d'ester en justice;
- exerce d'autres pouvoirs établis par les lois fédérales, la Charte (loi fondamentale) de l'oblast de Kaliningrad et les lois de l'oblast de Kaliningrad, les actes du président de la fédération de Russie et du gouvernement de la fédération de Russie, les accords sur la délimitation de la juridiction et des pouvoirs entre les autorités étatiques de la fédération de Russie et les autorités étatiques de l'oblast de Kaliningrad, ainsi que par des accords avec les organes exécutifs fédéraux prévus par l'article 78 de la Constitution de la fédération de Russie ;
- habilite les autorités exécutives de l'oblast de Kaliningrad qu'il dirige à exercer les fonctions correspondantes.

## Galerie du gouvernement actuel
Composition du gouvernement au 7 février 2022 :

### Gouverneur
| Portrait | Fonction                              | Nom | Nom             | Parti |
| -------- | ------------------------------------- | --- | --------------- | ----- |
|          | Gouverneur de l'oblast de Kaliningrad |     | Anton Alikhanov | ER    |

### Vices-présidents
| Portrait | Fonction | Nom | Nom                             | Parti |
| -------- | --- | --- | ------------------------------- | ----- |
|          | Premier vice-président du gouvernement de l'oblast de Kaliningrad ; chef de cabinet du gouvernement de l'oblast de Kaliningrad |     | Sergueï Vladimirovich Elisseïev | ER    |
|          | Vice-président du gouvernement de l'oblast de Kaliningrad                                                                      |     | Ilia Alexandrovitch Barinov     |       |
|          | Vice-président du gouvernement de l'oblast de Kaliningrad                                                                      |     | Levan Chotaïevitch Darasselia   |       |
|          | Vice-présidente du gouvernement de l'oblast de Kaliningrad - Ministre des sports de la région de Kaliningrad                   |     | Natalia Ishchenko               |       |
|          | Vice-président du gouvernement de l'oblast de Kaliningrad                                                                      |     | Dmitri Alexandrovitch Kouskov   |       |
|          | Vice-président du gouvernement de l'oblast de Kaliningrad                                                                      |     | Alexandre Semenovitch Rolbinov  |       |
|          | Vice-présidente du gouvernement de l'oblast de Kaliningrad                                                                     |     | Irina Alekseïevna Sorokina      |       |
|          | Vice-présidente du gouvernement de l'oblast de Kaliningrad, Ministre de l'agriculture de la région de Kaliningrad              |     | Natalia Ievguenievna Chevtsova  |       |

### Représentant à l'assemblée législative de l'oblast
| Portrait | Fonction                                                                                          | Nom | Nom                         | Parti |
| -------- | ------------------------------------------------------------------------------------------------- | --- | --------------------------- | ----- |
|          | Représentante plénipotentiaire du Gouverneur à l'Assemblée législative de l'oblast de Kaliningrad |     | Tatiana Nikolaïevna Charova |       |

### Ministres
| Portrait | Fonction                                                                                       | Nom | Nom                               | Parti |
| -------- | ---------------------------------------------------------------------------------------------- | --- | --------------------------------- | ----- |
|          | Ministre de la culture et du tourisme de l'oblast de Kaliningrad                               |     | Andreï Viktorovitch Iermak        |       |
|          | Ministre - Chef de l'Agence des relations internationales et interrégionales                   |     | Alla Genrikhovna Ivanova          |       |
|          | Ministre de la santé de l'oblast de Kaliningrad                                                |     | Alexandre Iourievitch Kravtchenko |       |
|          | Ministre du développement des infrastructures de la région de Kaliningrad                      |     | Ievgenia Alekseïevna Koukouchkina |       |
|          | Ministre de la politique sociale de l'oblast de Kaliningrad                                    |     | Anjelika Valerievna Meïster       |       |
|          | Ministre des finances de l'oblast de Kaliningrad                                               |     | Viktor Iaroslavovitch Porembski   |       |
|          | Ministre des technologies numériques et des communications de l'oblast de Kaliningrad          |     | Vadim Viktorovitch Ryskal         |       |
|          | Ministre du contrôle régional (supervision) de l'oblast de Kaliningrad                         |     | Ielena Borissovna Seraïa          |       |
|          | Ministre des ressources naturelles et de l'écologie de l'oblast de Kaliningrad                 |     | Oleg Andreïevitch Stoupine        |       |
|          | Ministre de l'éducation de l'oblast de Kaliningrad                                             |     | Svetlana Sergueïevna Trousseneva  |       |
|          | Ministre de la construction, du logement et des services communaux de la région de Kaliningrad |     | Sergueï Valerievitch Tchernomaz   |       |

## Représentants
Le gouvernement est représenté au Conseil de la fédération qu'il nomme à sa guise :
1. Valéri Oustiougov (ru): du 18 décembre 2000 - a démissionné le 14 août 2002 ;
2. Alexandre Skorobogatko (ru) : du 14 août 2002 - a démissionné le 7 décembre 2003 ;
3. Oleg Tkatch (ru) : du 22 janvier 2004 au 16 septembre 2022 ;
4. Alexander Chenderiouk-Jidkov : depuis le 16 septembre 2022.

### Documentation
: document utilisé comme source pour la rédaction de cet article.
- (ru) Устав (Основной закон) Калининградской области [« Charte (loi fondamentale) de l'oblast de Kaliningrad »] (lire en ligne)